# Bell Island, Newfoundland (Conception Bay)
Bell Island är en ö i Kanada. Den ligger i viken Conception Bay i provinsen Newfoundland och Labrador, i den östra delen av landet. Arean är 29,5 kvadratkilometer. Huvudorten på ön är Wabana.
Terrängen på Bell Island är platt. Öns högsta punkt är 126 meter över havet. Den sträcker sig 7,1 kilometer i nord-sydlig riktning, och 8,5 kilometer i öst-västlig riktning.